# Qızılağac
Qızılağac är en ort i Azerbajdzjan.   Den ligger i distriktet Saljan, i den sydöstra delen av landet, 130 km sydväst om huvudstaden Baku. Antalet invånare är 1 615.
Terrängen runt Qızılağac är mycket platt. Närmaste större samhälle är Salyan, 11,0 km nordost om Qızılağac.
Trakten runt Qızılağac består till största delen av jordbruksmark. Runt Qızılağac är det ganska glesbefolkat, med 48 invånare per kvadratkilometer.